# Herz-Jesu-Kirche (Kostenbach)

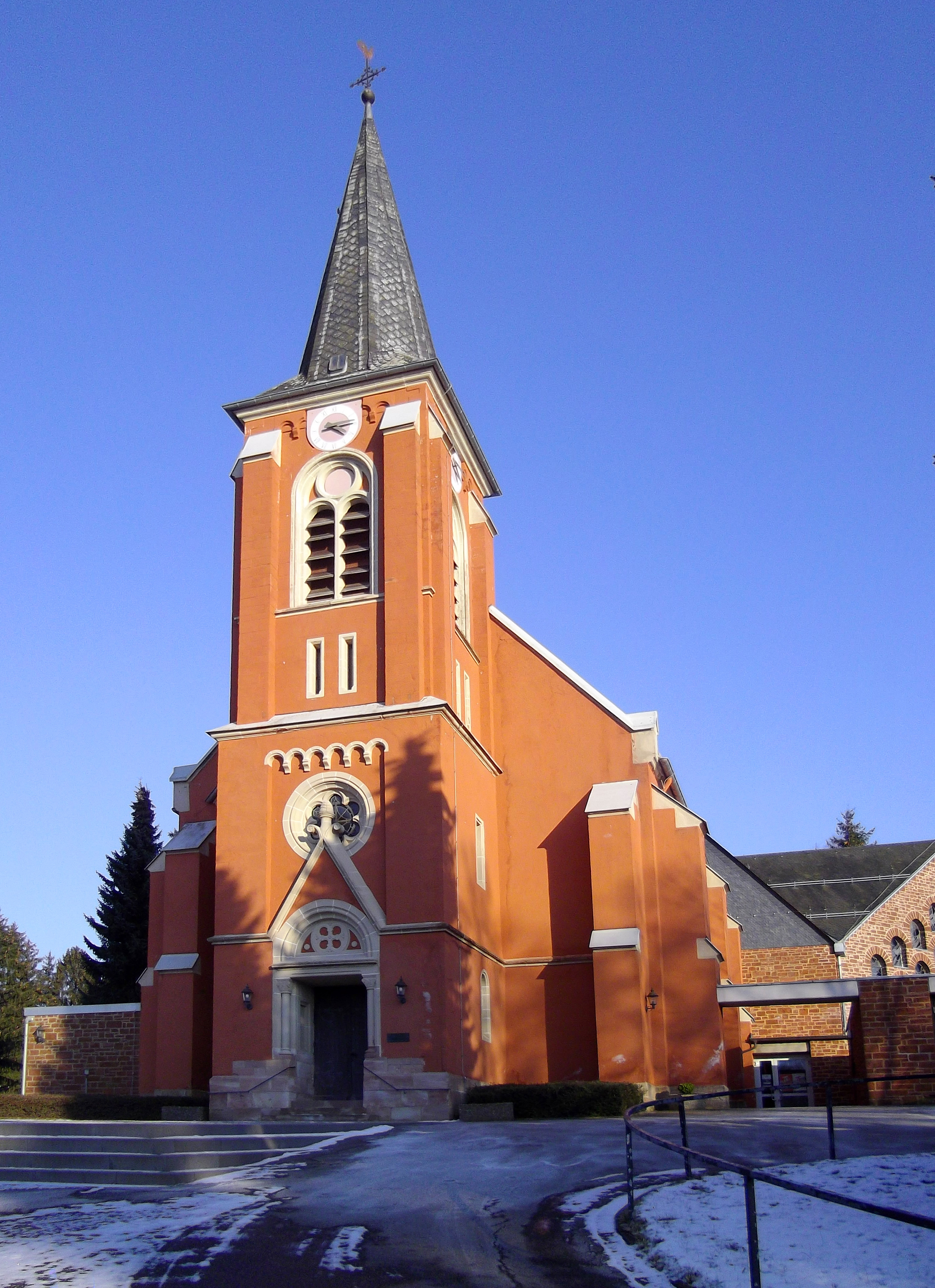
Herz-Jesu-Kirche in Kostenbach

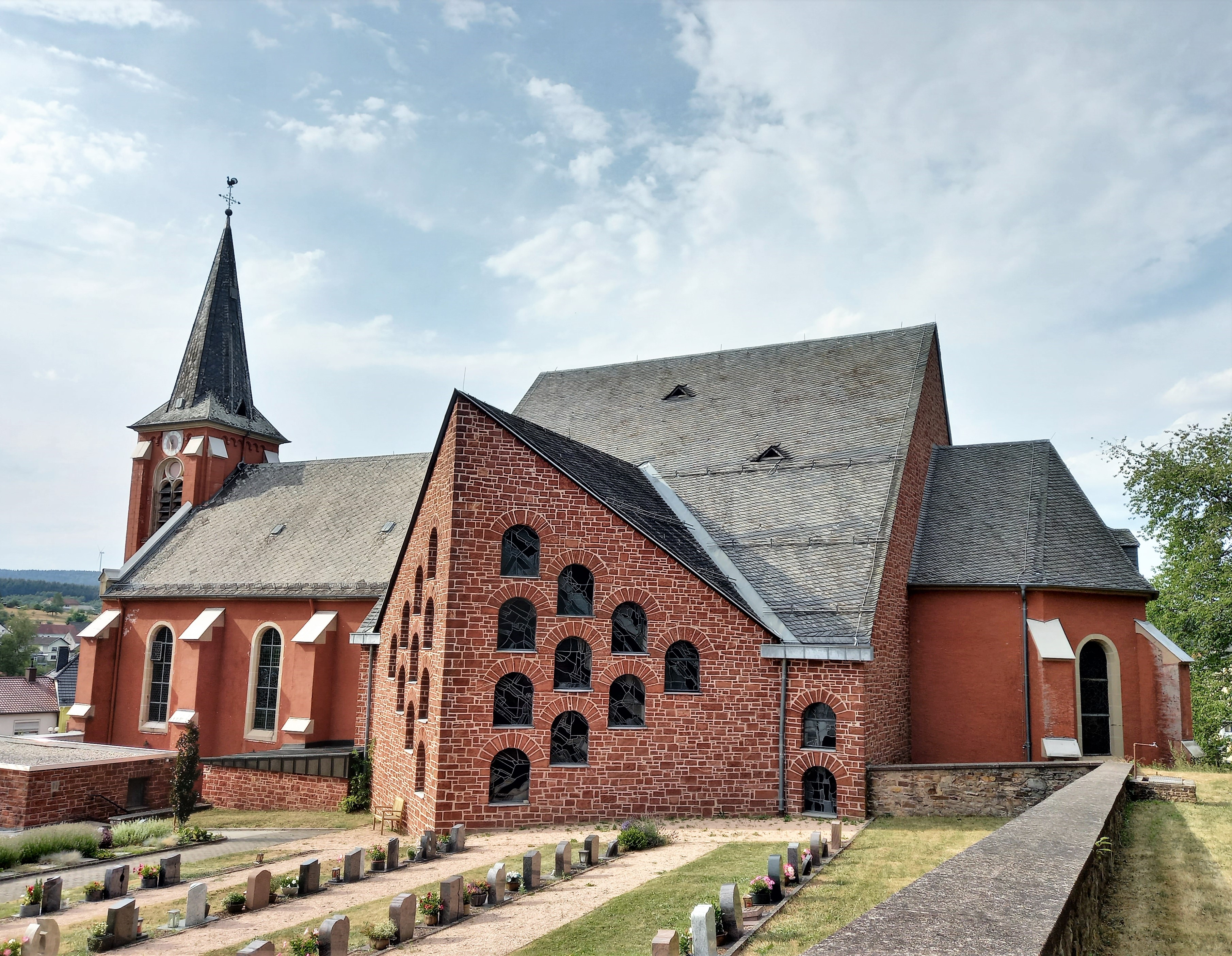
Seitliche Ansicht

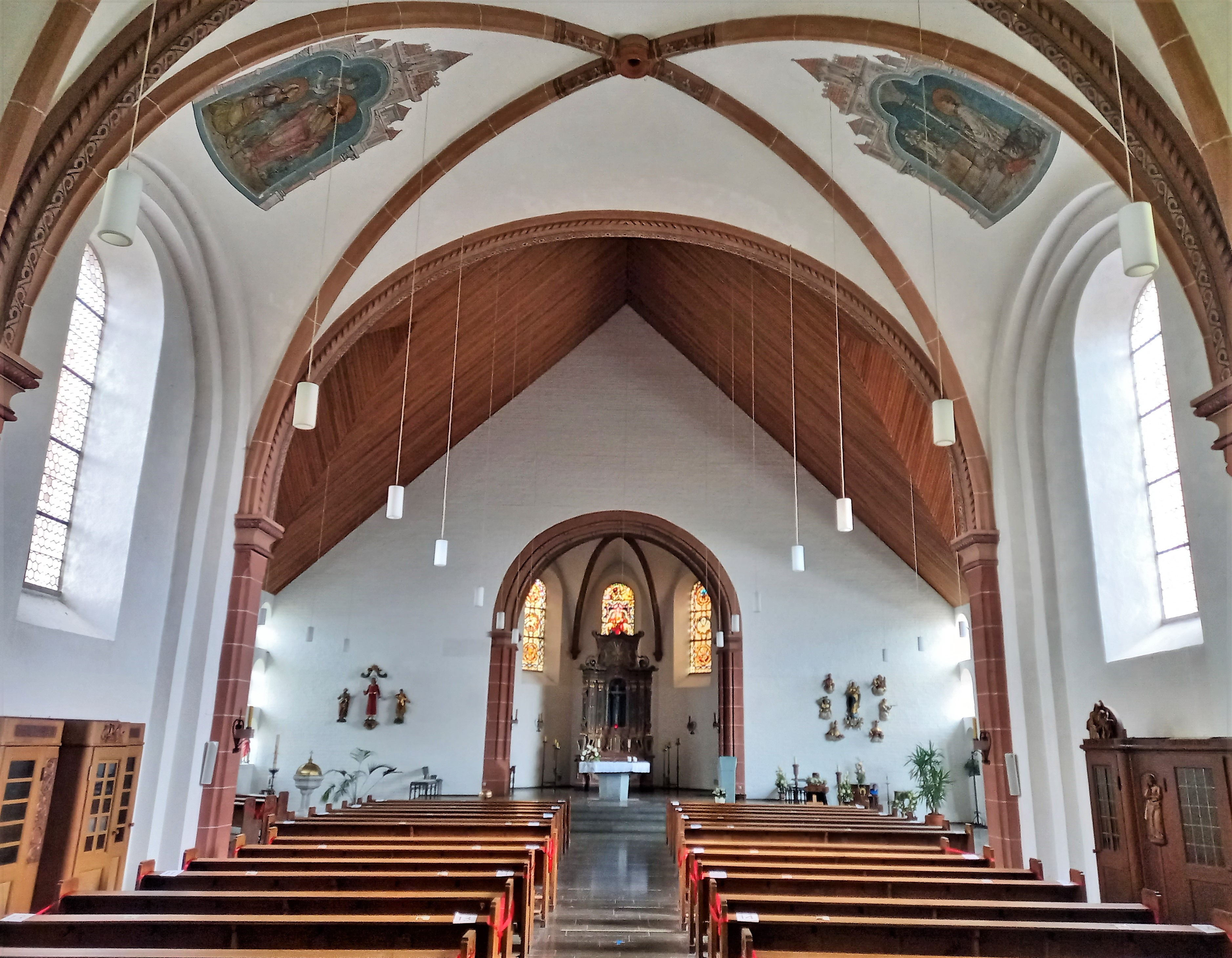
Blick ins Innere der Kirche

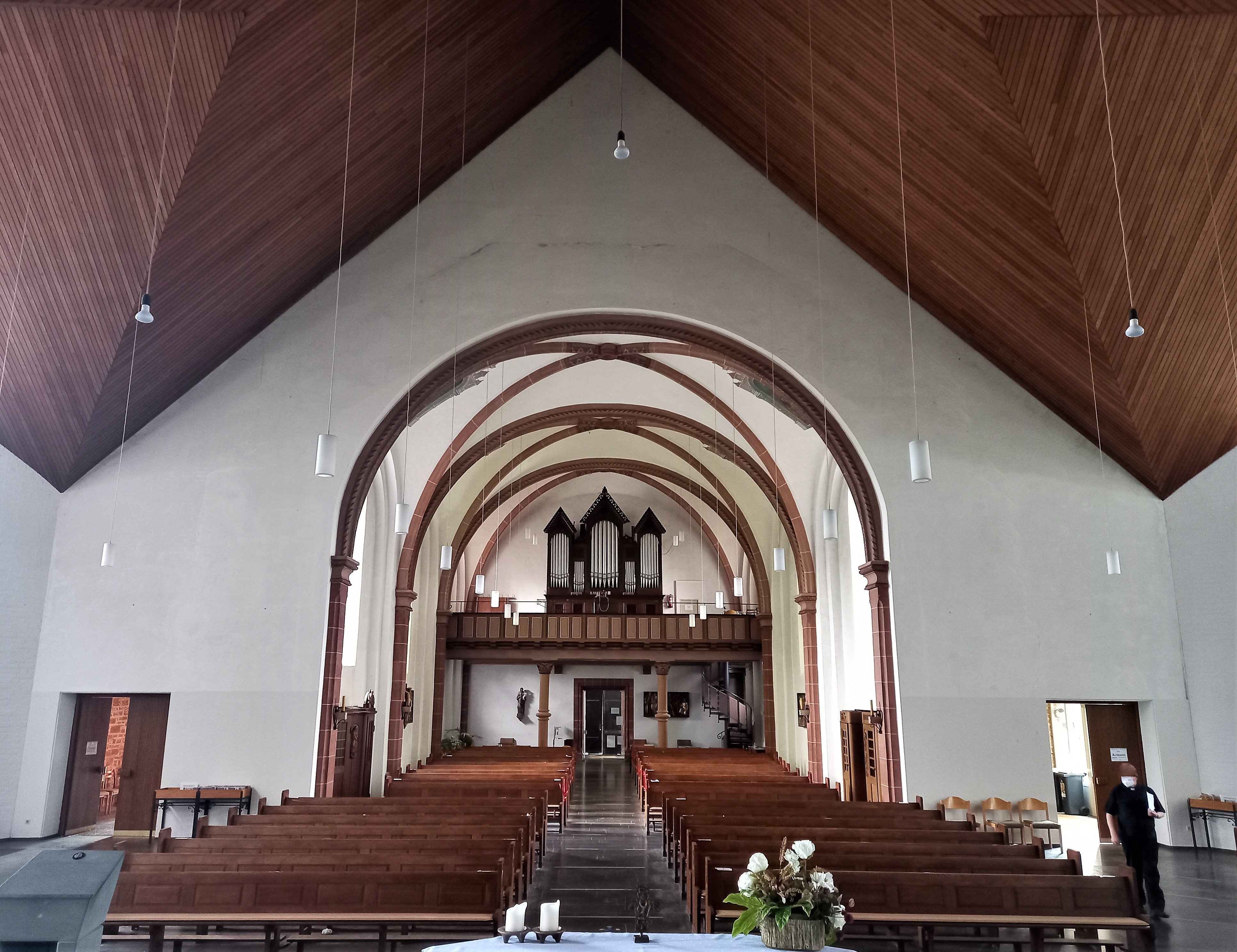
Blick zur Empore

Die Pfarrkirche Herz-Jesu ist eine katholische Kirche im saarländischen Kostenbach, einem Ortsteil von Löstertal, Stadt Wadern, Landkreis Merzig-Wadern. Sie trägt das Patrozinium der Verehrung des heiligsten Herzens Jesu. In der Denkmalliste des Saarlandes ist das Kirchengebäude als Einzeldenkmal aufgeführt.

## Baugeschichte
Die ursprüngliche Kirche wurde von 1887 bis 1889 nach einem Entwurf des Architekten Wilhelm Hector (Saarbrücken-St. Johann) im neoromanischen Stil erbaut. Da sie, wie nicht selten auch in anderen Orten, bis zum Ende der 1960er Jahre aufgrund der stetig wachsenden Gemeindemitgliederanzahl in ihrer Größe bei weitem nicht mehr ausreichte, wurde sie von 1968 bis 1972 vergrößert. Diesmal wurde der Architekt Peter Van Stipelen beauftragt. Chorraum und ein Langhausjoch wurden abgetragen und stattdessen ein neues ausladendes Querhaus errichtet. Die Apsis wurde nun um einige Meter versetzt wiedererrichtet.

## Orgel
Die Orgel der Herz-Jesu-Kirche wurde 1910 durch Mamert Hock (Saarlouis) erbaut. Sie wurde 1930 durch Johannes Klais (Bonn) geringfügig umgearbeitet. Das Instrument besitzt 15 Register auf zwei Manualen und Pedal. Die Spiel- sowie die Registertrakturen sind rein pneumatisch. In der gesamten Orgel sind ca. 2,5 km Bleirohr allein für die Trakturen verlegt. Die Disposition ist wie folgt:
| I Hauptwerk C–g3 |               |       |
| 1.               | Bordun        | 16′   |
| 2.               | Principal     | 8′    |
| 3.               | Flöte         | 8′    |
| 4.               | Gamba         | 8′    |
| 5.               | Octave        | 4′    |
| 6.               | Octave        | 2′    |
| 7.               | Mixtur II-III | 1 ⁄3′ |
| 8.               | Trompete      | 8′    |

| II Manual C–g3 |                  |       |
| 9.             | Lieblich Gedackt | 8′    |
| 10.            | Salicional       | 8′    |
| 11.            | Spitzflöte       | 4'    |
| 12.            | Quinte           | 1 ⁄3′ |

| Pedal C–d1 |            |     |
| 13.        | Subbass    | 16′ |
| 14.        | Octavbass  | 8′  |
| 15.        | Choralbass | 4′  |

- Koppeln: II/I, II/I (Sub), II/I (Super), II/II (Super), I/P, II/P
- Spielhilfen: 1 freie Kombination, Piano, Forte, Tutti, Handregister ab, Zungen ab, Alles ab, Registercrescendo